# Jim Goodwin
James Michael „Jim“ Goodwin (* 20. November 1981 in Waterford) ist ein ehemaliger irischer Fußballspieler, und aktueller Fußballtrainer. In seiner Karriere als Spieler stand Goodwin in Schottland und England unter Vertrag, und lief im Jahr 2002 einmal für die irische Nationalmannschaft auf. Nach dem Ende seiner Spielerlaufbahn arbeitete Goodwin als Trainer.

## Karriere

### Spieler
Jim Goodwin begann seine Profikarriere beim schottischen Verein Celtic Glasgow, nachdem er in seiner irischen Heimat bis 1997 für Tramore Athletic gespielt hatte. Im Jahr 2000 lief Goodwin einmal für die erste Mannschaft von Celtic in der Scottish Premier League gegen Dundee United auf, als er in der Startelf stand und später gegen John Convery ausgewechselt wurde. Ohne einen weiteren Einsatz für die grün-weißen absolviert zu haben, wechselte er 2002 nach England zum Drittligisten Stockport County. Goodwin gab sein Debüt für Stockport bei einem 1:1-Unentschieden zu Hause gegen die Queens Park Rangers im August 2002. Seine ersten Profitore erzielte er im September 2002 bei einem 4:1-Sieg gegen den FC Barnsley im Edgeley Park als er doppelt traf. Goodwin bestritt 34 Spiele und erzielte vier Tore während der Saison 2003/04. Er verließ Stockport im Jahr 2005, nachdem der Verein als Tabellenletzter abstieg. Von 2002 bis 2005 hatte er insgesamt 103 Spiele bestritten und sieben Tore erzielt.
Goodwin wurde daraufhin von Scunthorpe United unter Vertrag genommen, das gerade in die dritte Liga aufgestiegen war. 2007 gelang als Drittligameister der Aufstieg. Goodwin verließ Scunthorpe am Ende der Zweitligasaison 2007/08, nachdem der Verein direkt wieder abstieg. Zwischen 2005 und 2008 bestritt er 84 Ligaspiele und erzielte dabei sechs Tore. Am 5. Juni 2008 unterzeichnete er einen Dreijahresvertrag beim Drittligisten Huddersfield Town. Im August 2008 debütierte er für Huddersfield beim 1:1-Unentschieden gegen seinen ehemaligen Verein aus Stockport. In der Saison 2008/09 war er noch Stammspieler, verpasste jedoch in der Saison 2009/10 aufgrund einer Knieoperation viele Spiele. Im Januar 2010 ließ er sich für den Rest der Spielzeit an Oldham Athletic ausleihen. Im August 2010 wurde sein Kontrakt in Huddersfield ein Jahr vor dem Vertragsende vorzeitig beendet. Nachdem er Huddersfield verlassen hatte, trat er im September 2010 Hamilton Academical bei. Sein Debüt für den Verein gab er am 11. September 2010 bei einer 1:2-Heimniederlage gegen die Glasgow Rangers. Bis in den Januar 2011 absolvierte er 14 Ligaspiele, bevor innerhalb der ersten Liga in Schottland zum FC St. Mirren wechselte. Für die Saison 2011/12 wurde Goodwin zum Mannschaftskapitän des Vereins ernannt. Goodwin wurde aufgrund seiner harten Zweikämpfe, seiner Führungsqualitäten, seiner Kopfbälle und der Qualität seines Distanzschießens schnell zum Liebling der Fans. Am 17. März 2013 war Goodwin Kapitän von St. Mirren, als sie das Finale des Ligapokals mit 3:2 gegen die Hearts gewannen, die erste große Pokaltrophäe des Vereins nach 26 Jahren. Nachdem St. Mirren 2015 aus der ersten Liga abgestiegen war, verließ er den Verein ein Jahr später am Ende der Zweitligasaison 2015/16. Danach wechselte er zum Drittligisten Alloa Athletic. Kurze Zeit später wurde er zum Spielertrainer ernannt, und beendete seine Spielerkarriere im Jahr 2017.
Goodwin nahm mit der U16 von Irland im Jahr 1998 an der Europameisterschaft teil, die er mit seiner Mannschaft gewann. Goodwin war Kapitän in einigen Länderspielen der U21-Nationalmannschaft und absolvierte im Jahr 2002 eines für die A-Nationalmannschaft, als Einwechselspieler für Robbie Keane in einem Spiel gegen Finnland in Helsinki.

### Trainer
Jim Goodwin wurde im Oktober 2016 zum Spielertrainer von Alloa Athletic ernannt, nachdem Jack Ross zum FC St. Mirren gewechselt war. Aufgrund des Status von Alloa als halbprofessioneller Fußballverein arbeitete Goodwin nebenbei auch in einer Autoleasingfirma, einer Personalvermittlungsfirma im Baugewerbe, leitete eine eigene Kurierfirma und hatte einen Job als Cadbury-Schokoladenverkäufer. Nach seinem Karriereende als Spieler im September 2017, führte er den Verein im Mai 2018 über die Play-offs zum Aufstieg in die zweite schottische Liga. Unter der Leitung von Goodwin vermied der Verein in der Saison 2018/19 den Abstieg aus der Liga.
Goodwin kehrte im Juni 2019 als Trainer zum FC St. Mirren zurück, wo er bereits als Spieler unter Vertrag stand und trat die Nachfolge von Oran Kearney an. Seine erste Saison wurde aufgrund der COVID-19-Pandemie vorzeitig abgebrochen. St. Mirren beendete die Saison 2019/20 als Neunter. Goodwin unterzeichnete im Februar 2021 einen neuen Vertrag mit dem Verein aus Paisley, das Team belegte am Ende der Saison 7. Platz. Im April 2021 wurde er für drei Spiele gesperrt, weil er eine Schiedsrichterentscheidung nach einem Unentschieden gegen Hamilton Academical kritisiert hatte. Im Februar 2022 wechselte er nach einer Freigabeklausel in seinem Vertrag, die es ihm ermöglichte den Verein zu wechseln, zum FC Aberdeen. Zum Zeitpunkt seiner Abreise war der Verein Sechster in der Scottish Premiership 2021/22 und hatte das Viertelfinale des schottischen Pokal erreicht.
Nach der Entlassung von Stephen Glass wurde er mit einem Zweieinhalbjahresvertrag in Aberdeen ausgestattet. Berichten zufolge hatte Aberdeen 250.000 Pfund Entschädigung gezahlt, um seinen Vertrag mit St. Mirren zu beenden. Zum Zeitpunkt des Beitritts war der Verein Siebter in der Liga und war aus dem Scottish Cup, dem League Cup und der UEFA Conference League ausgeschieden. Aberdeen, das nur zwei von Goodwins ersten zwölf Spielen als Trainer gewonnen hatte, beendete die Saison 2021/22 auf dem zehnten Platz, der schlechtesten Platzierung seit 18 Jahren. Nach dem Ausscheiden im Scottish FA Cup gegen den Sechstligisten FC Darvel am 23. Januar und einem 0:6 bei Hibernian Edinburgh am 28. Januar wurde Goodwin Anfang 2023 in Aberdeen entlassen.
Nach seiner Entlassung in Aberdeen wurde Goodwin im März 2023 zum neuen Cheftrainer von Dundee United ernannt.

## Erfolge
als Spieler:
mit Scunthorpe United:
- Englischer Drittligameister: 2007

mit dem FC St. Mirren:
- Schottischer Ligapokalsieger: 2013

mit Irland U16:
- U16-Europameister: 1998

als Trainer:
mit Alloa Athletic:
- Aufstieg in die 2. schottische Liga: 2018